# Antirrhinum barrelieri
Antirrhinum barrelieri är en grobladsväxtart som beskrevs av Alexandre Boreau. Antirrhinum barrelieri ingår i släktet lejongapssläktet, och familjen grobladsväxter. Inga underarter finns listade i Catalogue of Life.

## Bildgalleri

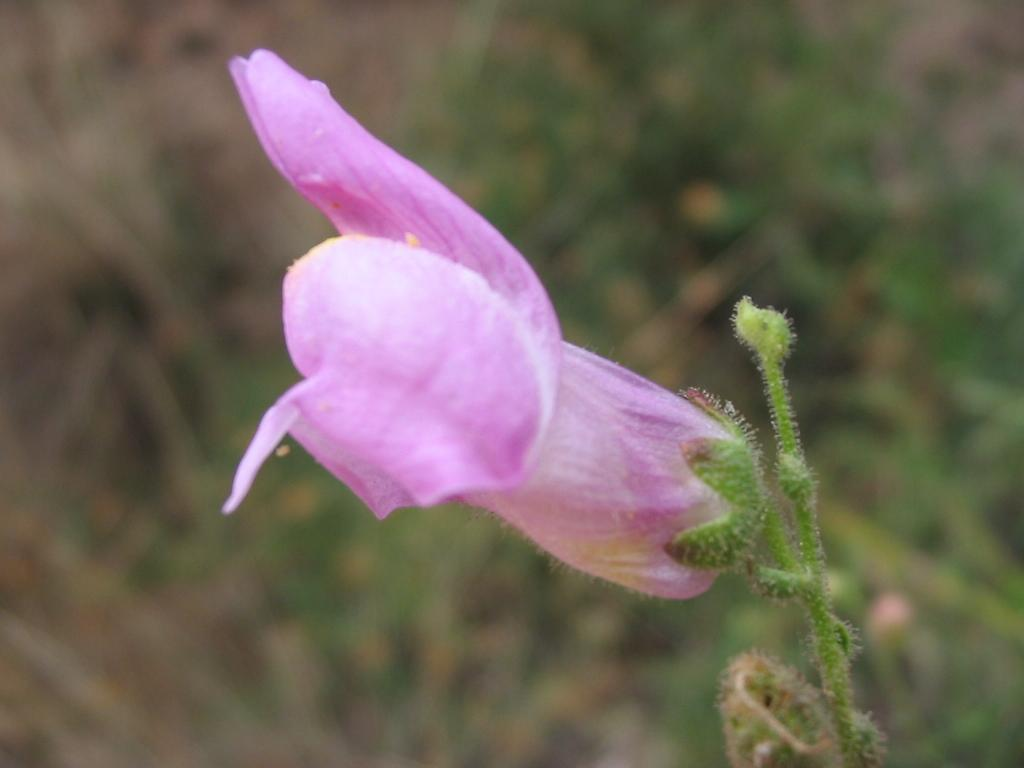
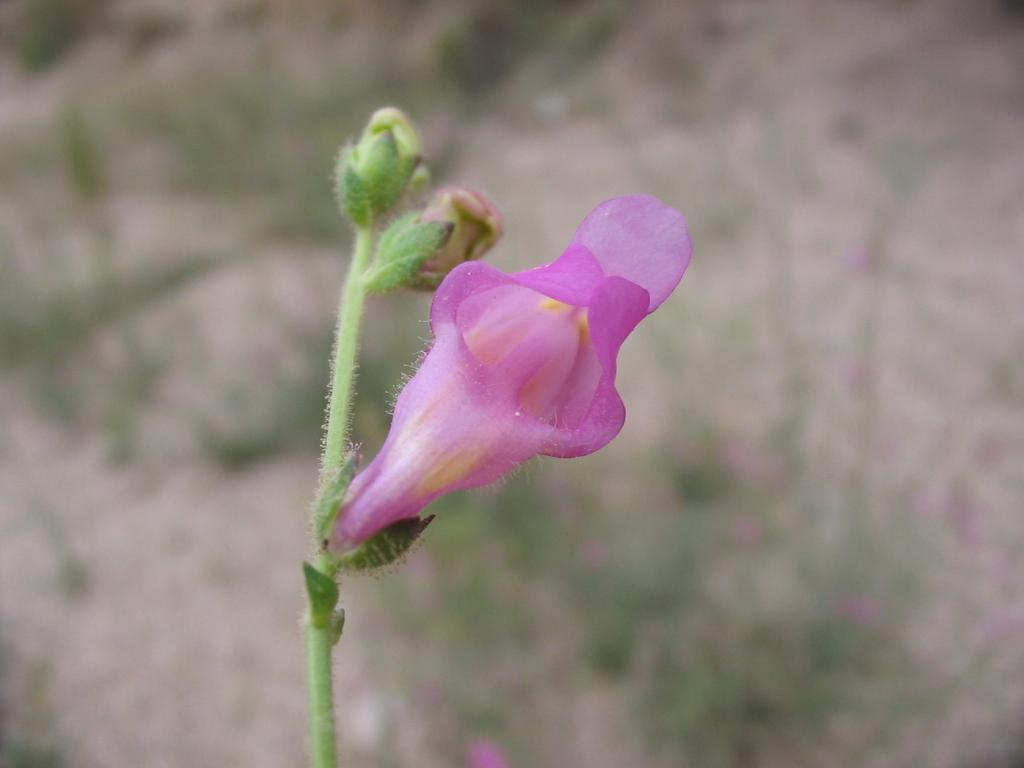
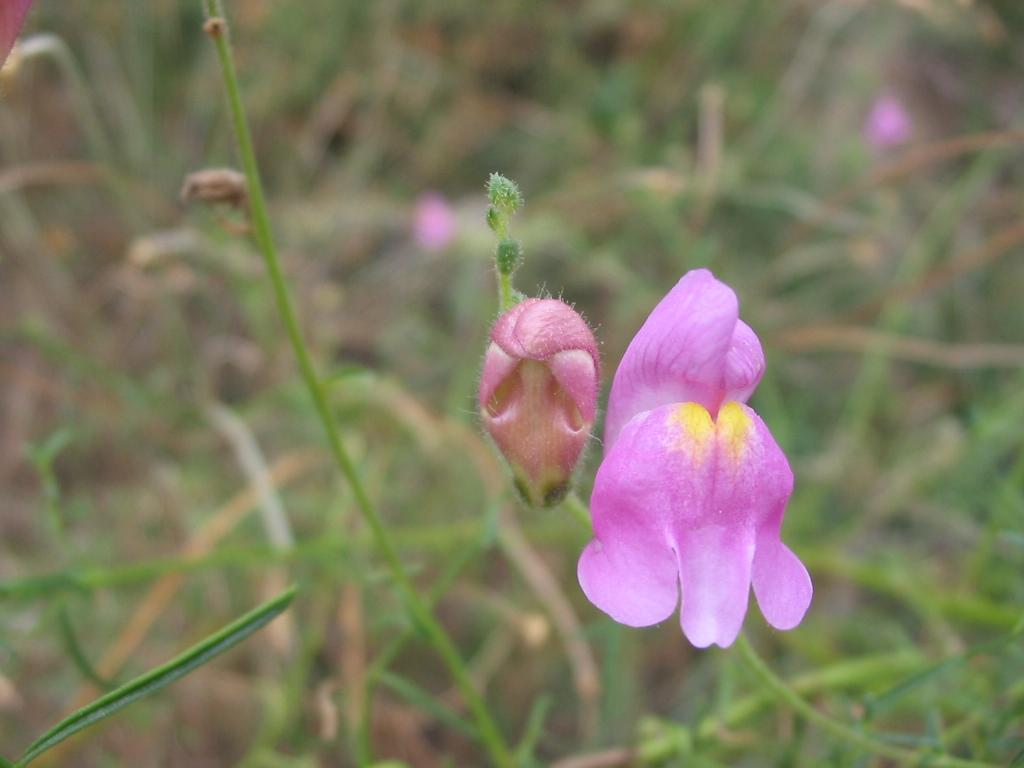
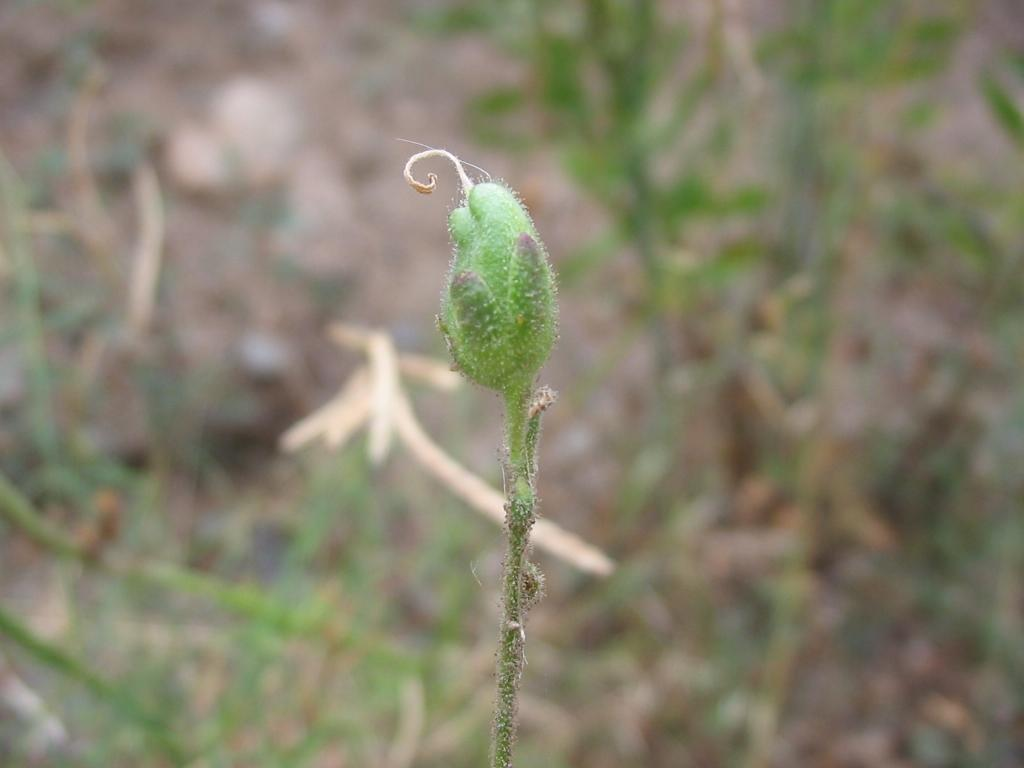
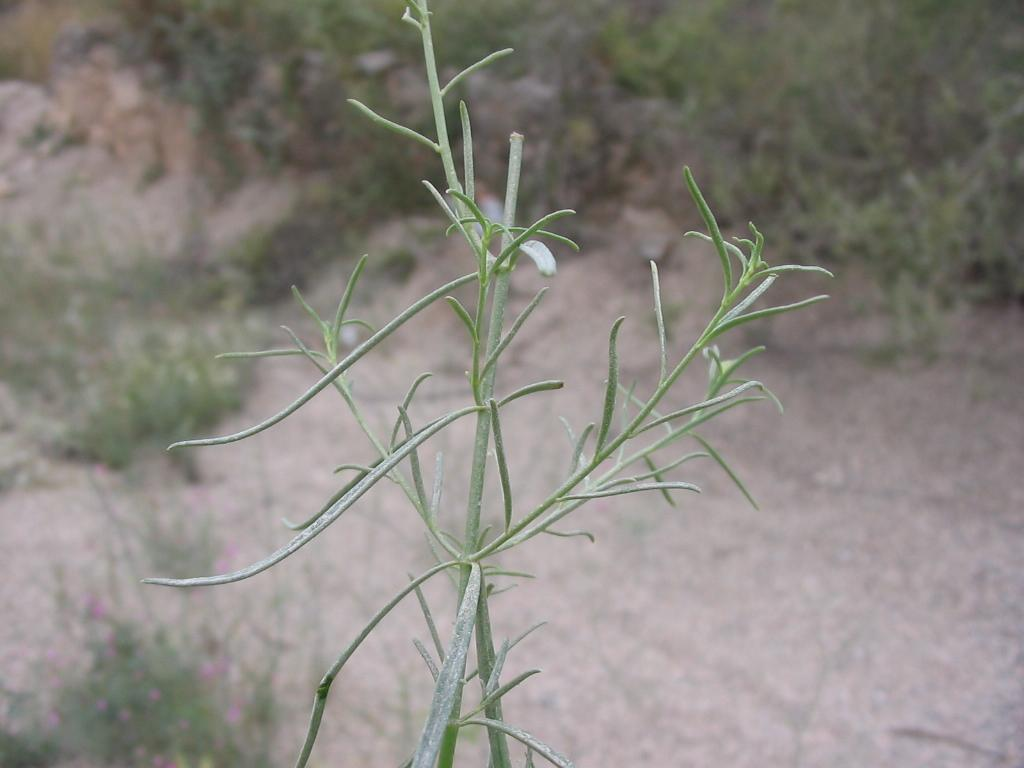
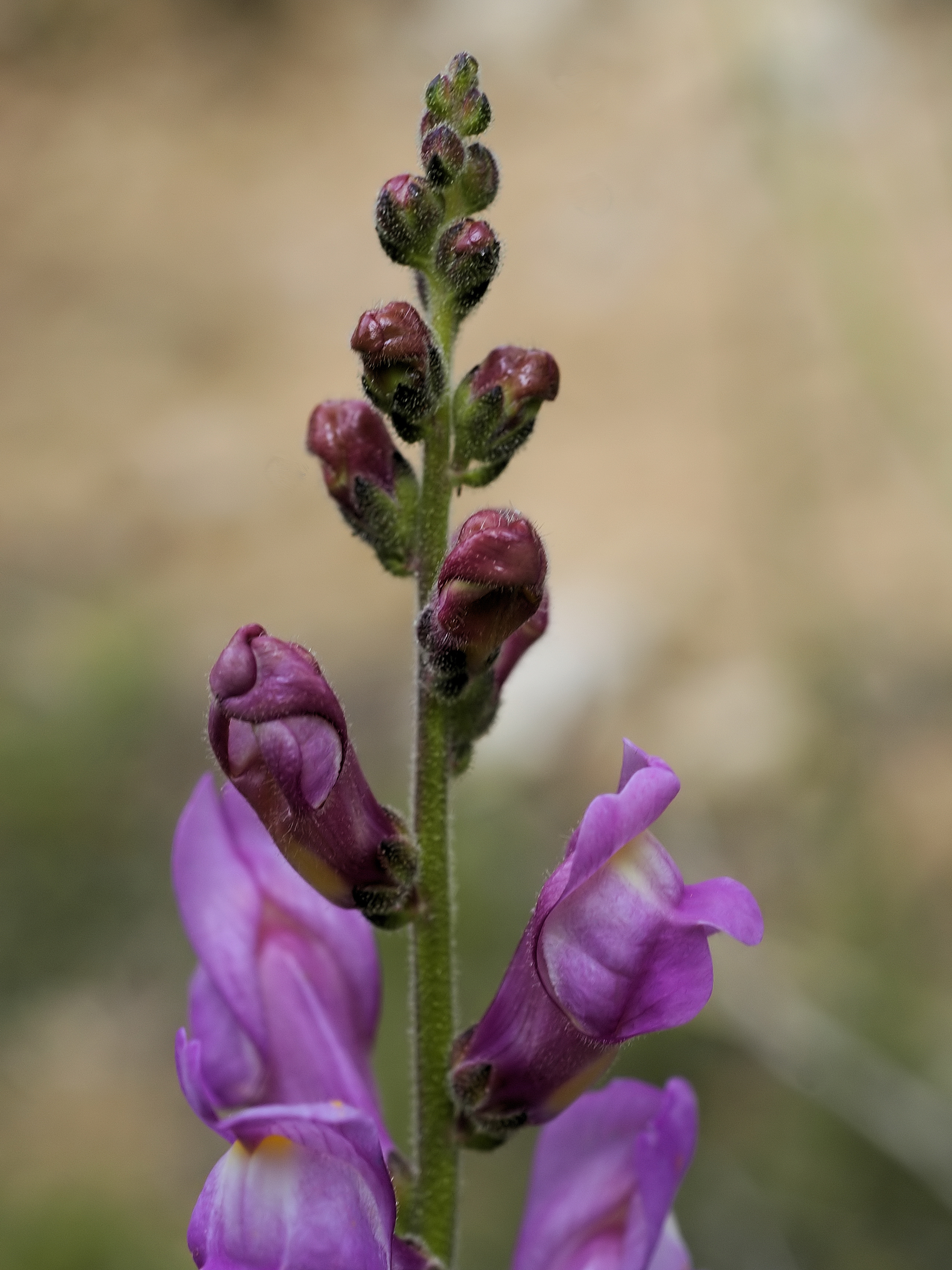